# Tomas Danilevičius
Tomas Danilevičius (Klaipėda, 18 luglio 1978) è un dirigente sportivo ed ex calciatore lituano, di ruolo attaccante.

## Caratteristiche tecniche
Punta centrale forte fisicamente, era abile nel gioco aereo e bravo nel difendere palla.

## Carriera

### Club
Muove i suoi primi passi nell'Atlantas, per poi passare al Bruges, in Belgio. Esordisce in Coppa UEFA il 3 dicembre 1996 in Schalke 04-Bruges (2-0), partita valida per il ritorno degli ottavi di finale della competizione, subentrando al 41º minuto della ripresa a Vital Borkelmans.
In seguito passa prima in Russia, alla Dinamo Mosca, e poi al Losanna, in Svizzera. Nel 2000 approda all'Arsenal di Arsène Wenger. Esordisce con i Gunners il 30 dicembre 2000 contro il Sunderland, subentrando al 34º della ripresa a Thierry Henry. A marzo viene girato in prestito al Dunfermline, in Scozia.
Nel 2002 è acquistato dal Livorno, in Serie B. Esordisce con i labronici il 14 settembre in Verona-Livorno (0-1), giocando da titolare. Mette a segno la sua prima rete in campionato il 30 marzo 2003 contro il Venezia. La stagione seguente il Livorno viene promosso nella massima serie. Esordisce in Serie A il 26 settembre 2004 in Livorno-Atalanta (1-1), sostituendo Luca Vigiani al 36' della ripresa. La prima rete in massima serie è datata al 5 dicembre, ai danni del Lecce.
Il 6 agosto 2005 passa in prestito all'Avellino, in Serie B. Esordisce con gli irpini alla terza giornata di campionato nella partita vinta - per merito di una sua doppietta - contro Catanzaro. Conclude l'annata - terminata con la retrocessione dei campani - con 17 reti. Terminato il prestito rientra a Livorno.
Il 14 settembre 2006 con la rete segnata ai danni del Pachsing entra nella storia del Livorno, diventando il primo calciatore labronico a segnare una rete nelle competizioni europee.
Il 6 gennaio 2007 passa in compartecipazione al Bologna, in Serie B. Il 20 giugno 2006 viene rinnovata la comproprietà tra le due società. Il 7 gennaio 2008 il Grosseto rileva in prestito il cartellino. Il 25 giugno 2008 la comproprietà viene risolta a favore del Livorno.
Il 30 giugno 2011 scade il contratto che lo legava al Livorno, rimanendo svincolato.
Il 1º agosto 2011 sottoscrive un contratto biennale con la Juve Stabia, neopromossa in Serie B. Il 6 ottobre 2012 mette a segno una tripletta - la prima in Italia - ai danni della Pro Vercelli.
L'8 gennaio 2013 firma un contratto fino al 30 giugno 2014 con il Latina, in Lega Pro Prima Divisione. Il 21 aprile 2013 il Latina vince - imponendosi in finale sul Viareggio - la Coppa Italia Lega Pro.
Termina la stagione, conclusasi con la promozione in serie cadetta, con 16 presenze e 2 reti. Il 2 luglio rinnova il suo contratto fino al 2015.
Il 9 agosto 2013 viene acquistato a titolo definitivo dal Parma, che lo gira in prestito al Nova Gorica, club satellite sloveno. Terminata l'esperienza in Slovenia - pur essendo sotto contratto con il Parma - si ritira dal calcio giocato.

### Nazionale
Vanta 71 presenze e 19 gol con la nazionale maggiore del suo paese, di cui è il miglior marcatore di tutti i tempi. È stato eletto due volte consecutive calciatore lituano dell'anno dalla LFF.

## Dopo il ritiro
Nel 2017 è divenuto presidente della Federazione calcistica della Lituania.

## Statistiche

### Presenze e reti nei club
Statistiche aggiornate al 30 giugno 2015.
| Stagione           | Squadra            | Campionato         | Campionato | Campionato | Coppe nazionali | Coppe nazionali | Coppe nazionali | Coppe continentali | Coppe continentali | Coppe continentali | Altre coppe | Altre coppe | Altre coppe | Totale | Totale |
| Stagione           | Squadra            | Comp               | Pres       | Reti       | Comp            | Pres            | Reti            | Comp               | Pres               | Reti               | Comp        | Pres        | Reti        | Pres   | Reti   |
| ------------------ | ------------------ | ------------------ | ---------- | ---------- | --------------- | --------------- | --------------- | ------------------ | ------------------ | ------------------ | ----------- | ----------- | ----------- | ------ | ------ |
| 1995-gen. 1996     | Atlantas           | LL                 | 1          | 0          | LT              | -               | -               | -                  | -                  | -                  | -           | -           | -           | 1      | 0      |
| gen.-giu. 1996     | Club Bruges        | D1                 | 7          | 1          | CB              | -               | -               | CU                 | 1                  | 0                  | -           | -           | -           | 8      | 1      |
| 1996-1997          | Club Bruges        | D1                 | 0          | 0          | CB              | -               | -               | -                  | -                  | -                  | SB          | 1           | 1           | 0      | 0      |
| Totale Club Bruges | Totale Club Bruges | Totale Club Bruges | 7          | 1          |                 | -               | -               |                    | 1                  | 0                  |             | 1           | 1           | 9      | 2      |
| 1998               | Dinamo Mosca       | VD                 | 13         | 5          | KR              | 0               | 0               | CU                 | 3                  | 0                  | -           | -           | -           | 16     | 5      |
| 1999-2000          | Losanna            | SL                 | 7          | 4          | -               | -               | -               | -                  | -                  | -                  | -           | -           | -           | 7      | 4      |
| 2000-mar. 2001     | Arsenal            | PL                 | 2          | 0          | FACup+CdL       | 1+0             | 0               | UCL                | 0                  | 0                  | -           | -           | -           | 3      | 0      |
| mar.-giu. 2001     | Dunfermline        | SPL                | 3          | 0          | SC+SLC          | -               | -               | -                  | -                  | -                  | -           | -           | -           | 3      | 0      |
| 2001-2002          | Beveren            | D1                 | 29         | 12         | CB              | 3               | 1               | -                  | -                  | -                  | -           | -           | -           | 32     | 13     |
| 2002-2003          | Livorno            | B                  | 21         | 1          | CI              | 3               | 2               | -                  | -                  | -                  | -           | -           | -           | 24     | 3      |
| 2003-2004          | Livorno            | B                  | 22         | 4          | CI              | 0               | 0               | -                  | -                  | -                  | -           | -           | -           | 22     | 4      |
| 2004-2005          | Livorno            | A                  | 17         | 2          | CI              | 2               | 1               | -                  | -                  | -                  | -           | -           | -           | 19     | 3      |
| 2005-2006          | Avellino           | B                  | 38+2       | 17         | CI              | 2               | 0               | -                  | -                  | -                  | -           | -           | -           | 42     | 17     |
| 2006-gen. 2007     | Livorno            | A                  | 13         | 3          | CI              | 2               | 0               | CU                 | 5                  | 1                  | -           | -           | -           | 20     | 4      |
| gen.-giu. 2007     | Bologna            | B                  | 13         | 2          | CI              | -               | -               | -                  | -                  | -                  | -           | -           | -           | 27     | 0      |
| 2007-gen. 2008     | Bologna            | B                  | 7          | 0          | CI              | 0               | 0               | -                  | -                  | -                  | -           | -           | -           | 27     | 0      |
| Totale Bologna     | Totale Bologna     | Totale Bologna     | 20         | 2          |                 | 0               | 0               |                    | -                  | -                  |             | -           | -           | 20     | 2      |
| gen.-giu. 2008     | Grosseto           | B                  | 22         | 9          | CI              | -               | -               | -                  | -                  | -                  | -           | -           | -           | 22     | 9      |
| 2008-2009          | Livorno            | B                  | 27+3       | 4+2        | CI              | 1               | 0               | -                  | -                  | -                  | -           | -           | -           | 31     | 6      |
| 2009-2010          | Livorno            | A                  | 26         | 5          | CI              | 3               | 1               | -                  | -                  | -                  | -           | -           | -           | 29     | 6      |
| 2010-2011          | Livorno            | B                  | 23         | 6          | CI              | 2               | 0               | -                  | -                  | -                  | -           | -           | -           | 25     | 6      |
| Totale Livorno     | Totale Livorno     | Totale Livorno     | 148+3      | 24+2       |                 | 13              | 4               |                    | 5                  | 1                  |             | -           | -           | 169    | 31     |
| 2011-2012          | Juve Stabia        | B                  | 33         | 5          | CI              | 1               | 0               | -                  | -                  | -                  | -           | -           | -           | 34     | 5      |
| 2012-gen. 2013     | Juve Stabia        | B                  | 16         | 7          | CI              | 2               | 2               | -                  | -                  | -                  | -           | -           | -           | 18     | 9      |
| Totale Juve Stabia | Totale Juve Stabia | Totale Juve Stabia | 49         | 12         |                 | 3               | 2               |                    | -                  | -                  |             | -           | -           | 52     | 14     |
| gen.-giu. 2013     | Latina             | 1D                 | 12+2       | 2          | CI-LP           | 2               | 0               | -                  | -                  | -                  | -           | -           | -           | 16     | 2      |
| 2013-2014          | Gorica             | 1. SNL             | 11         | 1          | CS              | 4               | 3               | -                  | -                  | -                  | -           | -           | -           | 15     | 4      |
| 2014-2015          | Parma              | A                  | 0          | 0          | CI              | 0               | 0               | -                  | -                  | -                  | -           | -           | -           | 0      | 0      |
| Totale carriera    | Totale carriera    | Totale carriera    | 369        | 92         |                 | 28              | 10              |                    | 9                  | 1                  |             | 1           | 1           | 407    | 104    |

### Cronologia presenze e reti in nazionale
| Cronologia completa delle presenze e delle reti in nazionale ― Lituania | Cronologia completa delle presenze e delle reti in nazionale ― Lituania | Cronologia completa delle presenze e delle reti in nazionale ― Lituania | Cronologia completa delle presenze e delle reti in nazionale ― Lituania | Cronologia completa delle presenze e delle reti in nazionale ― Lituania | Cronologia completa delle presenze e delle reti in nazionale ― Lituania | Cronologia completa delle presenze e delle reti in nazionale ― Lituania | Cronologia completa delle presenze e delle reti in nazionale ― Lituania |
| Data                                                                    | Città                                                                   | In casa                                                                 | Risultato                                                               | Ospiti                                                                  | Competizione                                                            | Reti                                                                    | Note                                                                    |
| ----------------------------------------------------------------------- | ----------------------------------------------------------------------- | ----------------------------------------------------------------------- | ----------------------------------------------------------------------- | ----------------------------------------------------------------------- | ----------------------------------------------------------------------- | ----------------------------------------------------------------------- | ----------------------------------------------------------------------- |
| 14-10-1998                                                              | Vilnius                                                                 | Lituania                                                                | 4 – 2                                                                   | Bosnia ed Erzegovina                                                    | Qual. Euro 2000                                                         | -                                                                       | 79’                                                                     |
| 4-9-1999                                                                | Vilnius                                                                 | Lituania                                                                | 0 – 4                                                                   | Rep. Ceca                                                               | Qual. Euro 2000                                                         | -                                                                       | 81’                                                                     |
| 26-4-2000                                                               | Kaunas                                                                  | Lituania                                                                | 2 – 1                                                                   | Lettonia                                                                | Amichevole                                                              | -                                                                       |                                                                         |
| 3-6-2000                                                                | Kaunas                                                                  | Lituania                                                                | 1 – 2                                                                   | Armenia                                                                 | Amichevole                                                              | -                                                                       | 60’                                                                     |
| 3-9-2000                                                                | Bucarest                                                                | Romania                                                                 | 1 – 0                                                                   | Lituania                                                                | Qual. Mondiali 2002                                                     | -                                                                       |                                                                         |
| 7-10-2000                                                               | Kaunas                                                                  | Lituania                                                                | 0 – 4                                                                   | Georgia                                                                 | Qual. Mondiali 2002                                                     | -                                                                       |                                                                         |
| 11-10-2000                                                              | Kaunas                                                                  | Lituania                                                                | 1 – 6                                                                   | Ungheria                                                                | Qual. Mondiali 2002                                                     | -                                                                       | 83’                                                                     |
| 26-2-2001                                                               | Limassol                                                                | Cipro                                                                   | 1 – 2                                                                   | Lituania                                                                | Torneo di Cipro 2001 - Semifinale                                       | 1                                                                       | 84’                                                                     |
| 28-2-2001                                                               | Nicosia                                                                 | Romania                                                                 | 3 – 0                                                                   | Lituania                                                                | Torneo di Cipro 2001 - Finale                                           | -                                                                       | 38’                                                                     |
| 28-3-2001                                                               | Trieste                                                                 | Italia                                                                  | 4 – 0                                                                   | Lituania                                                                | Qual. Mondiali 2002                                                     | -                                                                       | 52’                                                                     |
| 11-2-2002                                                               | Ta' Qali                                                                | Malta                                                                   | 1 – 1                                                                   | Lituania                                                                | Torneo di Malta 2002                                                    | -                                                                       | 46’                                                                     |
| 13-2-2002                                                               | Ta' Qali                                                                | Lituania                                                                | 0 – 3                                                                   | Giordania                                                               | Torneo di Malta 2002                                                    | -                                                                       | 46’                                                                     |
| 30-4-2003                                                               | Kaunas                                                                  | Lituania                                                                | 0 – 1                                                                   | Romania                                                                 | Qual. Euro 2004                                                         | -                                                                       |                                                                         |
| 11-6-2003                                                               | Kaunas                                                                  | Lituania                                                                | 0 – 3                                                                   | Islanda                                                                 | Qual. Euro 2004                                                         | -                                                                       | 62’                                                                     |
| 14-12-2003                                                              | Ta' Qali                                                                | Lituania                                                                | 1 – 3                                                                   | Polonia                                                                 | Amichevole                                                              | -                                                                       |                                                                         |
| 28-4-2004                                                               | Minsk                                                                   | Bielorussia                                                             | 1 – 0                                                                   | Lituania                                                                | Amichevole                                                              | -                                                                       | 68’                                                                     |
| 18-8-2004                                                               | Mosca                                                                   | Russia                                                                  | 4 – 3                                                                   | Lituania                                                                | Amichevole                                                              | 1                                                                       | 63’                                                                     |
| 4-9-2004                                                                | Charleroi                                                               | Belgio                                                                  | 1 – 1                                                                   | Lituania                                                                | Qual. Mondiali 2006                                                     | -                                                                       | 66’                                                                     |
| 8-9-2004                                                                | Kaunas                                                                  | Lituania                                                                | 4 – 0                                                                   | San Marino                                                              | Qual. Mondiali 2006                                                     | 1                                                                       | 44’                                                                     |
| 13-10-2004                                                              | Vilnius                                                                 | Lituania                                                                | 0 – 0                                                                   | Spagna                                                                  | Qual. Mondiali 2006                                                     | -                                                                       | 81’                                                                     |
| 17-11-2004                                                              | Serravalle                                                              | San Marino                                                              | 0 – 1                                                                   | Lituania                                                                | Qual. Mondiali 2006                                                     | -                                                                       |                                                                         |
| 30-3-2005                                                               | Sarajevo                                                                | Bosnia ed Erzegovina                                                    | 1 – 1                                                                   | Lituania                                                                | Qual. Mondiali 2006                                                     | -                                                                       | 90’                                                                     |
| 4-6-2005                                                                | Valencia                                                                | Spagna                                                                  | 1 – 0                                                                   | Lituania                                                                | Qual. Mondiali 2006                                                     | -                                                                       | 44’                                                                     |
| 17-8-2005                                                               | Vilnius                                                                 | Lituania                                                                | 1 – 0                                                                   | Bielorussia                                                             | Amichevole                                                              | -                                                                       | 46’                                                                     |
| 7-9-2005                                                                | Vilnius                                                                 | Lituania                                                                | 0 – 1                                                                   | Bosnia ed Erzegovina                                                    | Qual. Mondiali 2006                                                     | -                                                                       | 73’                                                                     |
| 8-10-2005                                                               | Vilnius                                                                 | Lituania                                                                | 0 – 2                                                                   | Serbia e Montenegro                                                     | Qual. Mondiali 2006                                                     | -                                                                       | 86’                                                                     |
| 12-10-2005                                                              | Vilnius                                                                 | Lituania                                                                | 1 – 1                                                                   | Belgio                                                                  | Qual. Mondiali 2006                                                     | -                                                                       | 88’                                                                     |
| 1-3-2006                                                                | Tirana                                                                  | Albania                                                                 | 1 – 2                                                                   | Lituania                                                                | Amichevole                                                              | 1                                                                       | Cap. 57’ 85’                                                            |
| 16-8-2006                                                               | Chișinău                                                                | Moldavia                                                                | 3 – 2                                                                   | Lituania                                                                | Amichevole                                                              | 1                                                                       | Cap. 80’                                                                |
| 2-9-2006                                                                | Napoli                                                                  | Italia                                                                  | 1 – 1                                                                   | Lituania                                                                | Qual. Euro 2008                                                         | 1                                                                       | Cap.                                                                    |
| 6-9-2006                                                                | Kaunas                                                                  | Lituania                                                                | 1 – 2                                                                   | Scozia                                                                  | Qual. Euro 2008                                                         | -                                                                       | Cap.                                                                    |
| 7-10-2006                                                               | Tórshavn                                                                | Fær Øer                                                                 | 0 – 1                                                                   | Lituania                                                                | Qual. Euro 2008                                                         | -                                                                       | Cap.                                                                    |
| 15-11-2006                                                              | Paola                                                                   | Malta                                                                   | 1 – 4                                                                   | Lituania                                                                | Amichevole                                                              | 2                                                                       | Cap. 76’ 82’                                                            |
| 6-2-2007                                                                | La Courneuve                                                            | Lituania                                                                | 1 – 3                                                                   | Mali                                                                    | Amichevole                                                              | -                                                                       | Cap.                                                                    |
| 24-3-2007                                                               | Kaunas                                                                  | Lituania                                                                | 0 – 1                                                                   | Francia                                                                 | Qual. Euro 2008                                                         | -                                                                       | Cap.                                                                    |
| 28-3-2007                                                               | Odessa                                                                  | Ucraina                                                                 | 1 – 0                                                                   | Lituania                                                                | Qual. Euro 2008                                                         | -                                                                       | Cap. 24’                                                                |
| 2-6-2007                                                                | Kaunas                                                                  | Lituania                                                                | 1 – 0                                                                   | Georgia                                                                 | Qual. Euro 2008                                                         | -                                                                       | Cap.                                                                    |
| 6-6-2007                                                                | Kaunas                                                                  | Lituania                                                                | 0 – 2                                                                   | Italia                                                                  | Qual. Euro 2008                                                         | -                                                                       | Cap.                                                                    |
| 22-8-2007                                                               | Kaunas                                                                  | Lituania                                                                | 2 – 1                                                                   | Turkmenistan                                                            | Amichevole                                                              | 2                                                                       | Cap.                                                                    |
| 8-9-2007                                                                | Glasgow                                                                 | Scozia                                                                  | 3 – 1                                                                   | Lituania                                                                | Qual. Euro 2008                                                         | 1                                                                       | Cap.                                                                    |
| 12-9-2007                                                               | Kaunas                                                                  | Lituania                                                                | 2 – 1                                                                   | Fær Øer                                                                 | Qual. Euro 2008                                                         | 1                                                                       | Cap.                                                                    |
| 17-10-2007                                                              | Nantes                                                                  | Francia                                                                 | 2 – 0                                                                   | Lituania                                                                | Qual. Euro 2008                                                         | -                                                                       | Cap.                                                                    |
| 17-11-2007                                                              | Kaunas                                                                  | Lituania                                                                | 2 – 0                                                                   | Ucraina                                                                 | Qual. Euro 2008                                                         | 1                                                                       | Cap. 74’ 82’                                                            |
| 26-3-2008                                                               | Vilnius                                                                 | Lituania                                                                | 1 – 0                                                                   | Azerbaigian                                                             | Amichevole                                                              | -                                                                       | Cap. 88’                                                                |
| 27-5-2008                                                               | Praga                                                                   | Rep. Ceca                                                               | 2 – 0                                                                   | Lituania                                                                | Amichevole                                                              | -                                                                       | Cap.                                                                    |
| 1-6-2008                                                                | Riga                                                                    | Lettonia                                                                | 2 – 1                                                                   | Lituania                                                                | Coppa del Baltico 2008                                                  | -                                                                       | Cap.                                                                    |
| 4-6-2008                                                                | Burghausen                                                              | Russia                                                                  | 4 – 1                                                                   | Lituania                                                                | Amichevole                                                              | -                                                                       | Cap.                                                                    |
| 20-8-2008                                                               | Marijampolė                                                             | Lituania                                                                | 3 – 0                                                                   | Moldavia                                                                | Amichevole                                                              | 1                                                                       | Cap.                                                                    |
| 6-9-2008                                                                | Cluj-Napoca                                                             | Romania                                                                 | 0 – 3                                                                   | Lituania                                                                | Qual. Mondiali 2010                                                     | -                                                                       | Cap.                                                                    |
| 10-9-2008                                                               | Marijampolė                                                             | Lituania                                                                | 2 – 0                                                                   | Austria                                                                 | Qual. Mondiali 2010                                                     | 2                                                                       | Cap.                                                                    |
| 11-10-2008                                                              | Belgrado                                                                | Serbia                                                                  | 3 – 0                                                                   | Lituania                                                                | Qual. Mondiali 2010                                                     | -                                                                       | Cap.                                                                    |
| 15-10-2008                                                              | Kaunas                                                                  | Lituania                                                                | 1 – 0                                                                   | Fær Øer                                                                 | Qual. Mondiali 2010                                                     | 1                                                                       | Cap.                                                                    |
| 11-2-2009                                                               | Albufeira                                                               | Lituania                                                                | 3 – 1                                                                   | Andorra                                                                 | Amichevole                                                              | -                                                                       | Cap.                                                                    |
| 28-3-2009                                                               | Kaunas                                                                  | Lituania                                                                | 0 – 1                                                                   | Francia                                                                 | Qual. Mondiali 2010                                                     | -                                                                       | Cap.                                                                    |
| 1-4-2009                                                                | Saint-Denis                                                             | Francia                                                                 | 1 – 0                                                                   | Lituania                                                                | Qual. Mondiali 2010                                                     | -                                                                       | Cap. 51’                                                                |
| 6-6-2009                                                                | Marijampolė                                                             | Lituania                                                                | 0 – 1                                                                   | Romania                                                                 | Qual. Mondiali 2010                                                     | -                                                                       | Cap.                                                                    |
| 12-8-2009                                                               | Lussemburgo                                                             | Lussemburgo                                                             | 0 – 1                                                                   | Lituania                                                                | Amichevole                                                              | 1                                                                       | Cap.                                                                    |
| 9-9-2009                                                                | Toftir                                                                  | Fær Øer                                                                 | 2 – 1                                                                   | Lituania                                                                | Qual. Mondiali 2010                                                     | 1                                                                       | Cap.                                                                    |
| 10-10-2009                                                              | Innsbruck                                                               | Austria                                                                 | 2 – 1                                                                   | Lituania                                                                | Qual. Mondiali 2010                                                     | -                                                                       | Cap. 24’                                                                |
| 25-5-2010                                                               | Metalist                                                                | Ucraina                                                                 | 4 – 0                                                                   | Lituania                                                                | Amichevole                                                              | -                                                                       | Cap.                                                                    |
| 11-8-2010                                                               | Kaunas                                                                  | Lituania                                                                | 0 – 2                                                                   | Bielorussia                                                             | Amichevole                                                              | -                                                                       | Cap.                                                                    |
| 3-9-2010                                                                | Kaunas                                                                  | Lituania                                                                | 0 – 0                                                                   | Scozia                                                                  | Qual. Euro 2012                                                         | -                                                                       | Cap. 90’                                                                |
| 7-9-2010                                                                | Olomouc                                                                 | Rep. Ceca                                                               | 0 – 1                                                                   | Lituania                                                                | Qual. Euro 2012                                                         | -                                                                       | Cap. 90’                                                                |
| 8-10-2010                                                               | Salamanca                                                               | Spagna                                                                  | 3 – 1                                                                   | Lituania                                                                | Qual. Euro 2012                                                         | -                                                                       | Cap. 82’                                                                |
| 25-3-2011                                                               | Kaunas                                                                  | Lituania                                                                | 2 – 0                                                                   | Polonia                                                                 | Amichevole                                                              | -                                                                       | Cap. 71’                                                                |
| 29-3-2011                                                               | Kaunas                                                                  | Lituania                                                                | 1 – 3                                                                   | Spagna                                                                  | Qual. Euro 2012                                                         | -                                                                       | Cap. 85’                                                                |
| 3-6-2011                                                                | Vaduz                                                                   | Liechtenstein                                                           | 2 – 0                                                                   | Lituania                                                                | Qual. Euro 2012                                                         | -                                                                       | Cap. 14’ 46’                                                            |
| 2-9-2011                                                                | Kaunas                                                                  | Lituania                                                                | 0 – 0                                                                   | Liechtenstein                                                           | Qual. Euro 2012                                                         | -                                                                       | Cap.                                                                    |
| 6-9-2011                                                                | Glasgow                                                                 | Scozia                                                                  | 1 – 0                                                                   | Lituania                                                                | Qual. Euro 2012                                                         | -                                                                       | 61’                                                                     |
| 15-8-2012                                                               | Skopje                                                                  | Macedonia                                                               | 1 – 0                                                                   | Lituania                                                                | Amichevole                                                              | -                                                                       | Cap. 71’                                                                |
| 12-10-2012                                                              | Vaduz                                                                   | Liechtenstein                                                           | 0 – 2                                                                   | Lituania                                                                | Qual. Mondiali 2014                                                     | -                                                                       | Cap. 87’                                                                |
| Totale                                                                  |                                                                         | Presenze (6º posto)                                                     | 71                                                                      |                                                                         | Reti (1º posto)                                                         | 19                                                                      |                                                                         |

## Palmarès

### Club

#### Competizioni nazionali
- Campionato belga: 1

Club Bruges: 1995-1996
- Supercoppa del Belgio: 1

Club Bruges: 1996
- Coppa Italia Lega Pro: 1

Latina: 2012-2013
- Coppa di Slovenia: 1

Gorica: 2013-2014

### Individuale
- Calciatore lituano dell'anno: 2

2006, 2007